# 空袭东京
空袭东京，亦常稱杜立德空袭（英語：Doolittle Raid），是美國於第二次世界大戰期間的1942年4月18日時，向日本本土首次进行的空中轟炸攻擊任務，以作为对日军突袭珍珠港的报复。在美國戰爭史中，這是唯一一次美國陸軍航空軍的轟炸機在美國海軍航空母艦起飛執行的戰鬥任務。美國經由這次轟炸任務，證明盟軍有能力对日本本土进行空中攻擊，並且報復了1941年12月7日日本偷襲珍珠港。由於這個任务是由战前曾是著名飛行員的吉米·杜立德中校一手策划，所以又称“杜立德空袭”。
此次空袭对日本造成的损失并不大，直接军事作用很小，但是战略意义却很大。它一方面振奋了美国人的士气，一方面促使日本海军将主要注意力从南方战线转移到威胁日本的中太平洋地区，在没有充分准备下仓促发动中途岛海战。另外，日本迫於形勢，發動浙赣战役，企圖徹底摧毀中國浙江的衢州、玉山、麗水等機場，防止飛行員安全降落及日後繼續遭受美機穿梭轟炸，甚至不惜發動屠村攻擊，以達到安定本國民心和戰場官兵士氣的目的。

## 前期准备
1942年初，美国在太平洋战场上面对日本的进攻节节失利，为鼓舞士气总统罗斯福特别指示美军尽快组织对日本的反击，唯一可行的就是对日本本土的空袭。
空袭的構想來自海军作战部的参谋佛朗西斯·S·洛中校。当时日本本土在美国陸軍航空軍陸基的双引擎轰炸机作戰半徑之外，而海军的舰载轰炸机都是单引擎的，作戰半徑小，美军的航空母舰又不能在没有制海权的情况下游弋到日本近海。他观察了陆军的双引擎轰炸机在諾福克海軍基地錢伯斯飛行場模擬航母的跑道降落後，認為它們能從航母起飛。经过多番测试，美国军方证实了B-25米切尔型轰炸机拥有从航母起飞、击中日本的军事目标、并飞越东海在中国降落的能力。计划由海军新服役的大黄蜂号航母搭载陆军航空队16架B-25轰炸机空袭日本本土。吉米·杜立德奉命负责改装飞机、训练飞行员并指揮此次行动。他只有一個月的時間進行訓練飛行員的工作，同時B-25进行了针对性的改装，加装副油箱，使载油量增加一倍，尽量拆除不必要的设备减轻重量。此次行动出于保密的原因，并没有向中国方面具体通报。
從1942年3月1日開始，24名中選的機員駕改裝過的B-25轟炸機從明尼阿波利斯飛往佛羅里達州的埃格林機場，在那裡接受了為期三週的集中訓練，包括模擬從航母甲板起飛、低空和夜間飛行、低空轟炸和海上導航，訓練主要在埃格林更隱蔽的1號附屬機場進行。

## 执行任务

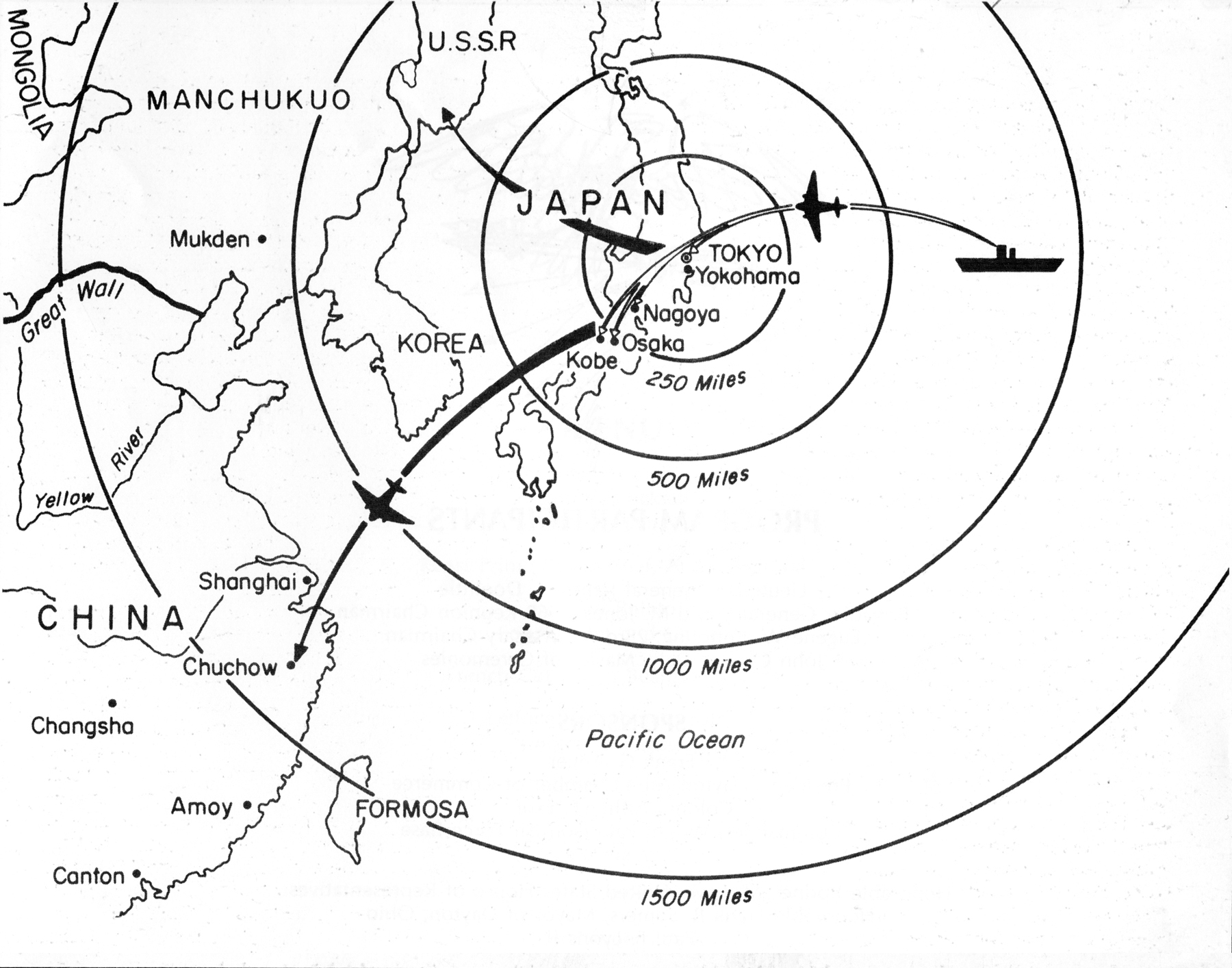
空襲目標和著陸地圖，海參崴雖然近，但因《蘇日中立條約》緣故，拒絕其同盟國的盟友使用，僅備降1架，唯成員遭逮入监後才釋放。

大黄蜂號帶了16架B-25B米切爾型轟炸機，于4月2日低調地離開舊金山港口，和從珍珠港出發擔任護衛的第十六特遣艦隊（以企業號為主力）在海上會合。每架轟炸機帶了4顆500磅的炸弹及燃料，並在航空母舰的甲板上按照起飛順序擺開。4月14日，大黄蜂在北太平洋阿留申群島與中途島指定地點與企業號會合，兩艘航母就在14艘各型軍艦護航下由威廉·海爾賽統一指揮下前往日本東京。

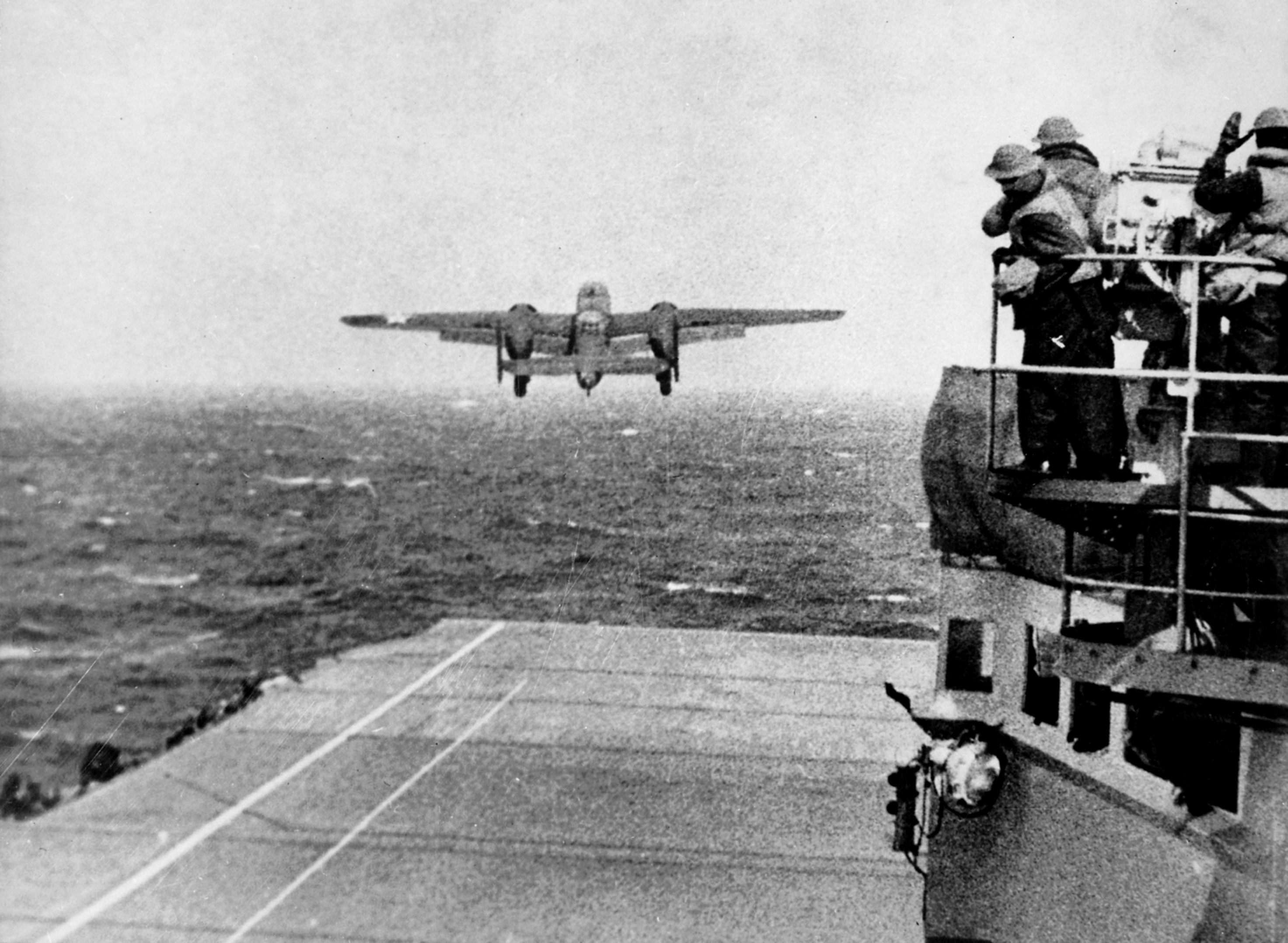
B-25米切尔型轰炸机从大黄蜂号起飞

美军的原定计划是在4月19日（由于疏忽考虑国际換日线，实际发起空袭的日期是4月18日）距离日本约450海里的海域让轰炸机升空。16架B-25飞机将在下午起飞，在傍晚时分轰炸东京及横滨一带的几座城市。具体分配是10架轰炸东京，3架轰炸横滨，其余3架分别轰炸名古屋、大阪和神户。然而日本人也不是完全没有预料到这种航母穿越北太平洋发动袭击的危险，已经事先在距其本土650海里外的海上布署了由50艘装有无线电的渔船组成的预警船监视网络。1942年4月18日清晨美军在距离日本约650海里的海域被其中一艘“第二十三日東丸”发现。虽然美军巡洋舰迅速地将其击沉，但是舰队截获到无线电警报已被发出的消息。杜立德中校决定让全部轰炸机立即起飞，进行空袭东京的任务。日軍雖然收到美軍航空母艦出現的消息，但沒料到美军航空母舰搭载的是陆軍轰炸机，根據美軍的舰载轟炸機作战半径大约200海里，推算美航母次日才能到達攻擊發起地點，結果轰炸机飞抵日本時全未遭日機攔截，并且超低空飞行向东京、横滨、名古屋和神户的油库、工厂和军事设施进行了攻击，接着便试图飞越东海并降落在中国境内的机场。杜立德率部发动空袭时，东京正舉行防空演習，空袭開始後才發出防空警報，而完成印度洋作战的日海军机动部队的航空母舰正在返回日本本土途中，立即发起向东追击，但因美军航母迅速撤退而一无所获。
原定计划是让这些轟炸機在江西南昌（江西南昌当时已经沦陷，此处或为江西玉山之误）和浙江衢州这两个尚由中国掌握的城市降落，然后就在中国参加抗日战争，并加入陈纳德的“飞虎队”，轰炸日本航空队位於台湾新竹的基地。然而由于起飞比原计划早造成燃料的不足，飞机装载的燃料按最初的计算只能让他们飞到离中国海岸135英里的海上。虽然突然改变的风向助了他们一臂之力，当他们飞到中国海岸线附近时也燃料殆尽。再加上黑夜的降临，而且由于联络不畅，计划中的地面指引没有及时到位，杜立德中校下令全体弃机跳伞。
同一天，來自企業號的飛機攻擊了在第十六特遣艦隊附近的日本警衛船，損壞了赤城丸級武裝商船巡洋艦「粟田丸」和守衛船「長久丸」，「第一岩手丸」，「第二旭丸」，「海神丸」，「第三千代丸」，「榮吉丸」，「福久丸」，「第二十一南進丸」和「第二十六南進丸」。预警船隊的「第二十三日東丸」和「長渡丸」也被企業號的飛機損壞，第二十三日東丸最後被納什維爾號輕型巡洋艦（CL-43）的砲火擊沉。日軍的防空火力損壞了一架SBD-3無畏式俯衝轟炸機，它在迫降後機員由一艘驅逐艦救起。第二天（4月19日），先前被企業號飛機損壞的「第二十一南進丸」被木曾號輕巡洋艦的砲火鑿沉；「第一岩手丸」由於前一天企業號飛機造成的損壞而沉沒。第十六特遣艦隊暫時癱瘓了日本海軍在美艦隊附近的近海警戒網。

## 空袭效果
空袭对日本造成的损失如下：50人丧生；252人受伤；90幢建筑受损或倒塌。受轰炸的包括日本柴油机制造公司、日本钢铁公司第一钢铁厂、三菱重工公司、交通部变电所、国家纤维服装公司、横滨制造公司仓库、名古屋飞机制造厂、1座军工厂、1所海军实验室、1个机场、1个临时军火供应站、9幢电力大楼、6只大油罐、1家服装厂、1间食品储藏仓库、1家煤气公司、2家其它公司、名古屋第二临时军用医院、和6所小学和初中。
比起两年后美國陸軍航空軍用B-29超级空中堡壘对日本发动的攻击，空袭东京只是一项象征性的任务。虽然如此，空袭东京任务的成功，对节节败退的美军而言可说是一剂强心针。相对的，日本也因为這次空襲因而轉移更多資源進行绝对国防圈的建設工作。同时这次空袭促使日军展开中途岛海战，卻被美國順利反擊，成了太平洋战场上的转折点。

### 其他的观点和反应
杜立德在自传中回忆说，他原以为任務失敗、全數飛機損失而會受軍法审判。 B-25从航母上起飞比先前认为的更容易，未來可能利用夜间行动。如果飛虎隊的陈纳德被告知了具体的任務細節，结果可能会有很大的不同。陈纳德在中国建立了一个有效的空防預警监视网，可能幫助他们安全着陆。在黑暗中没有導引訊號迫使他们跳傘逃生。
由於B-25的提前到达，中國機場人員未啟動導引訊號和跑道火炬，擔心可能是日本空袭。当时的中國最高統帥蒋介石授予杜立德與組員最高的军事勳章，并在日记中表示，日本人會因此蒙羞而改变他们的目标和战略。日本大本營封鎖此新聞並忽略事实，仍如以往相信神權保卫日本，所以杜立德空袭的震撼改变了日本战争的走向。
日本《文藝春秋》1994影視《从日本看太平洋战争》敘述“這次空袭行動震撼了帝国大本營的核心。”因而發動進佔中国的浙贛地區，以防止未来類似的穿梭轰炸。高階指挥官撤回了相當多原本部署在廣大佔領區之空中武力以保卫本岛，並进行中途岛行动。因此，空袭東京造成了日本在二戰期間的指挥心理失衡障礙、軍事部署之錯誤（如把高射炮與防空單位大量送回日本本土以免事件重演，但變相大幅度減低盟軍在日軍戰區轟炸的作戰壓力），而戰局每況愈下。

## 墜機後

### 救助

#### 蘇聯
执行任务的一架轰炸机由于燃料消耗过大，降落在苏联海参崴。为了不造成外交上的麻烦（若處理不好會將日本捲入德蘇戰爭，令遠東受威脅），苏联政府将飞机和5名机组人员扣押，机组人员直到1943年才经伊朗回国。

#### 中華民國
在軍事機密的保密前提下，無法事前通知中國的衢州機場開燈指引降落，其他15架飛機分別墜毀在浙江、江蘇、江西和湖南等地，大部分飞行员迫降或跳伞。全部75名飞行员中三人（一说五人）丧生、64名（又說69名）機組人員生還。領頭的杜立德將軍跳傘落在浙江臨安縣水田上，被農民救起，生還美軍一行在時任浙江省主席黃紹竑的國民抗敵自衛隊，與戴笠的忠義救國軍掩護下，輾轉抵達時第三戰區司令長官顧祝同營地，再護送到重慶，接受蔣介石夫婦表揚。再輾轉桂林然后回到美国。其中大多落在國军和日军交错的统治区，如浙江。回到美国的飞行员们不久又重返战场，其中12人在战斗中殉職。

### 被日軍俘虜與報復
还有两架轰炸机的机组人员八人被俘，遭日军刑求，并因恶劣的囚禁环境而感染痢疾和脚气病，人員姓名分别是迪安·霍尔马克、比尔·法罗、哈罗德·斯帕茨、蔡斯·尼尔逊、乔治·巴尔、鲍勃·海特、雅各布·德沙泽尔和鲍勃·米德尔。1942年8月15日，美国军方透過瑞士在上海的大使馆得知有八名机组人员被囚禁在上海的日军宪兵总部。1942年8月28日，这八名美国飞行员被日军在没有告知控罪的情况下审判。根据日本于当月13日通过的对敌军飞行员的处理法案，向非军事目标轰炸或射击的敌军飞行员都要被处以死刑，这八人均被判死刑，但因“天皇的仁慈之心”，其中五人得以减刑，改判终身监禁。被判死刑的三人分别是：迪安·霍马克、威廉·法罗和哈罗德·斯帕茨，三人于10月15日上午在上海第一公墓被枪决，日方直到三人行刑前一天才告知他们已被判死刑。另外的5名俘虏则被日军囚禁，因为得不到充分的飲食，健康每况愈下。1943年4月，他们被轉移到南京。1943年12月，五人当中之一病逝，其余四人的生活因此得到改善，并在1945年8月日本投降后获释。战后，1946年2月，在上海的战犯审判中，四名日军指挥官被控虐待参加东京空袭的八名战俘，四名日本军官因虐待战俘的罪名成立而被判刑，其中三名被判五年的劳改，一名则被判监禁九年。

#### 中華民國戰場
轰炸之后的三个月内，日军在浙江一带展开搜捕活动，其间因怀疑村民藏匿美国飞行员而杀死了许多百姓且進行了滅村大屠殺。在中国对日抗战的很多文献作品中都提到1942年是抗日战争最艰苦的一年。5月15日，日军发动浙赣战役以破坏浙江的衢州、丽水和江西玉山等机场。在这次大规模的扫荡中，英國BBC和美國公共電視PBS的紀錄片指出日军为了报复中国人掩护美国飞行员而屠杀了大约25万平民，其中日军关东军驻哈尔滨的731部队和驻南京的1644部队参战，大量使用细菌武器，也对自1939年起在日本佔領區內持續反抗的根據地发动大扫荡。

## 空袭之后
4月21日，罗斯福总统在记者招待会上，面对记者关于飞机是从哪里起飞的提问时，回答：“香格里拉”（畅销小说《消失的地平线》中描述的一处世外桃源）。杜立德在中国跳伞被一个农民救了之后，认为全部飞机损毁，行动失败，自己会受军法审判。但他4月底到了重庆之后才知道由于这次行动成功地鼓舞了美国人民之士气，被罗斯福总统授予象征美国最高荣誉的榮譽勳章，并被授衔准将。作为报复，日本在1944年11月向美国发射了约9000颗气球炸弹。

### 後世影響
第二次世界大战结束后，当年参加轰炸东京等地的美军飞行员成立了一个名为“杜立德轰炸机队协会”的民间团体，其中一些成员到过中国访问。1992年，当年营救美军飞行员的陈慎言、朱学山、曾健培、刘芳桥和赵小宝等五人受美国方面的邀请，参加了在美国举办的纪念轰炸东京五十周年的庆祝活动。

## 相關作品
1991年杜立德发表了关于空袭东京的回忆录《我决不可能再那么幸运》。
这次空袭也曾被多次搬上银幕：
- 戰爭片《东京上空三十秒》（1944年，根据自飞行员泰德·W·劳森（英语：Ted W. Lawson）的回忆录改编）
- 好莱坞影片《珍珠港》（2001年，最后一段）
- 電影《烽火芳菲》（2017年，比利·奧古斯特執導）
- 電影《決戰中途島》（2019年，罗兰·艾默里奇指导，片中小段與結尾小段）